# 수식관
수식관(數息觀)은 불교의 명상법 또는 수행법 중 하나이다. 수식법, 안반념법, 아나파나사띠, 지식념(持息念)이라고 부른다. 달리 말하자면, 호흡 명상법이라 할 수 있다. 아함경과 니까야에 따르면 고타마 붓다가 직접 행하였던 주요 명상법 중 하나로, 현대의 위파사나 수행에서 가장 중심이 되는 명상법이다. 팔리어 경전 〈대념처경〉〈염처경〉〈입출식념경〉 등과 한역경론 《안반수의경》 《아비달마구사론》 등에 수행 방법이 전해진다. 37도품 중 4념처의 신념처에 속한다.
〈대념처경〉과 〈염처경〉에 있는 수식관 즉 호흡 명상법의 구체적인 수행 방법은 "신념처#1. 호흡의 출입에 대한 알아차림" 문서에서 다루고 있다.
《아비달마구사론》에 있는 지식념 즉 호흡 명상법의 구체적인 수행 방법은 "신념처#아비달마구사론의 지식념" 문서에서 다루고 있다.
아나파나사티(팔리 어; 산스크리트 어: 아나빠타스므리티)는 “호흡에 대한 알아차림”(사티는 알아차림을 의미한다; 아나파나는 들이쉬고 내쉬기에 대해 언급한다)을 의미하는 그것은, 호흡에 주의를 기울이는 행동이다. 그것은 불교 명상의 전형적 형태인데, 고타마 붓다의 영향을 받았고, 다양한 숫타들, 가장 잘 알려진 아나파타사티 숫타(엠엔[맛지마 니까야] 118)에서 설명되었다.
아나빠나사띠의 변이derivation들은 흔한데 티베트의, 선종의, 톈타이의, 그리고 상좌부의 불교뿐만 아니라 서양에서 만들어진 알아차림 강좌들에 이르기까지 말이다.

## 37도품
초기불교 수행법인 7과 37도품에서 제일 먼저 하는 수행, 즉,  제1과가  4념처이고, 사념처에서 제일 먼저 하는 수행이 신념처이다. 남방불교의 4념처 관련 주요 경전인, 팔리어 경전 〈대념처경〉과 〈염처경〉에 따르면, 신념처의 첫 수행이 수식관 즉 호흡 관찰 수행이다.
수식관은 위파사나에서 가장 중요시 하는 호흡명상이다.

## 다섯가지 명상법
좌선(坐禪)의 요점이 되는 법에 5문(門)이 있다. 안반문(安般門), 부정문(不淨門), 자심문(慈心門), 관연문(觀緣門), 염불문(念佛門)이다. 이 5문은 중생의 병통에 따라 가르친다. 즉 어지러운 마음이 많은 이에게는 안반문으로 가르치고, 탐애(貪愛)가 많은 이에게는 부정문으로 가르치며, 분노가 많은 이에게는 자심문으로 가르치고, 자기의 집착이 많은 이에게는 인연문으로 가르치며, 마음이 멍해진 이에게는 염불문으로 가르친다.
이 다섯가지 좌선법 중에서 호흡법은 안반문 뿐이다.

## 신체의 현상에 대한 통찰
아나빠나사티 숫타는 신체의 알아차림의 요소로 들이쉬기와 내쉬기에 대한 알아차림을 규정하고, 깨달음의 일곱 요소들을 기르는 수단으로 호흡에 대한 알아차림의 수행을 추천하는데, 그것은 디야나의 과정에 대한 대체적인 형태formulation 혹은 설명이다: 사티(알아차림), 담마 비카야(택법), 비리야(정진), 삐띠(기쁨), 빳삿디(경안輕安), 삼매(마음의 통일), 그리고 우펙카(평온). 이것과 다른 경전들에 따르면, 이 요소들에 대한 정진은 이어지는데 두카(괴로움)으로부터의 해방(팔리 어: 비무티; 산스크리트 어: 목샤)으로 그리고 열반에 이르는 것으로 말이다.
아나빠타사티의 변이들은 불교의 상좌부, 톈타이, 그리고 선종 전통에서의 핵심 명상 수련일 뿐만 아니라 서양에서 만들어진 마음챙김mindfulness 강좌들의 일부이다. 아날라요[스님]에 따르면, 고대와 현대 모두에서 아나빠나사티는 특성상 아마도 몸의 현상을 주시하는데 가장 광범위하게 사용되는 불교의 방식이다.

## 수행

### 아나빠나사티 숫타
아나빠나사티 숫타에서 말해지는 마음챙김 수행은 숲 안으로 가서 나무 아래에 앉는 것 그러고나서 단순히 호흡을 관찰하는 것이다:
- 길게 들이쉬면서, 그는 알아차린다, ‘나는 길게 들이쉬고 있다’; 혹은 길게 내쉬면서, 그는 알아차린다, ‘나는 길게 내쉬고 있다.’ 혹은 짧게 들이쉬면서, 그는 알아차린다, ‘나는 짧게 들이쉬고 있다’; 혹은 짧게 내쉬면서, 그는 알아차린다, ‘나는 짧게 내쉬고 있다.’ 그는 자신을 훈련시킨다, ‘나는 몸 전체에 느껴지도록 들이쉴 것이다.’ 그는 자신을 훈련시킨다, ‘나는 몸 전체에 느껴지도록 내쉴 것이다.’ 그는 자신을 훈련시킨다, ‘나는 몸의 변화fabrication를 진정시키면서 들이쉴 것이다.’ 그는 자신을 훈련시킨다, ‘나는 몸의 변화를 진정시키면서 내쉴 것이다.’

들이쉬고 내쉬는 동안에, 명상하는 사람은 연습한다:
- 다음 중 하나 이상에 집중하도록 마음을 훈련하기: 몸 전체, 희열, 기쁨, 마음 그 자체, 그리고 정신적 과정들;
- 무상, 무정, 멸, 그리고 버림relinquishment 중 하나 이상에 중점을 두도록 마음을 훈련하기;
- 마음을 안정시키기, 만족시키기, 혹은 내려놓기.

이 수행이 이루어지고 잘 진행된다면, 그것은 부처에 의해서 큰 이득을 가져온다고 말해지는데, 깨어남의 요소들 중 하나로서의 마음챙김의 발달을 도우면서 말이다:
- 어떤 경우에든지 그 승려는 몸 그 자체 그것에 그리고 그것에 대해 집중되어 있는데 — 열정적인, 민감한, 그리고 주시하는 — 세상에 비추어 보아서 욕심과 압박을 물리치면서인데, 그 경우에 그의 마음챙김은 꾸준하고 단절이 없다. 그의 마음챙김이 꾸준하고 단절이 없을 때, 그때 깨달음을 위한 요소로서의 마음챙김은 일어나게 된다. 그는 그것을 촉발하고, 그를 위해서 그것은 그것의 발달의 정점까지 이어진다.

### 경전 후기의 발달
여전히 오늘날 사용되는 인기있는 경전 후기의 방식은, 네 단계를 따른다:
1. 열까지의 주기로 내쉼을 반복해서 세기
2. 열까지의 주기로 들이쉼을 반복해서 세기
3. 세지 않고 호흡에 집중하기
4. 호흡이 콧구멍을 들어오고 나가는 부분(즉, 콧구멍과 윗입술 부분)에만 집중하기
호흡을 세는 것은 상좌부 전통에 의해서 붓다고사의 표현인 위숫디막가에 그 근거를 두지만, 바수반두의 아비달마구사론은 또한 열까지의 호흡의 세기를 가르친다. 디야나 경전들은, 설일체유부 수행에 토대한 그리고 안 세고에 의해서 중국어로 번역된 그것은, 또한 호흡을 세는 것을 추천하고, 선 수행의 토대를 이룬다. 디야나 경전들에서 그의 것은 “육상” 혹은 “육법”이라고 불리는 가르침으로 만들어지는데 그것에서, 플로린 델레아누에 따르면:
- 그 수행은 “세기”(가나나)로 시작하는데, 그것은 일부터 십까지 호흡을 세는 것으로 이루어진다. 이것이 어떠한 잘못된 세기(도샤)도 없이 이루어질 때, 수련자는 두 번째 단계, 즉, “수행”(아누가마)으로 나아가는데, 그것은 그것이 몸에 들어와서 목부터, 심장, 배꼽, 신장, 허벅지를 지나 발가락까지 이동함에 따라서 들이쉬기를 그리고 다음에 내쉬기의 반대 움직임을 주의를 기울여서 따라가는 것을 의미하는데 그것이 몸을 떠날 때까지 말이다. 다음에는 “집중”(스타파나)이 오는데 그것은 몸의 어느 부분에 누군가의 주의를 기울이는 것을 의미하는데 코 끝에서 엄지 발가락까지 말이다. “관찰”(우팔락사나)이라고 불리는, 네 번째 단계에서, 수행자는 알아차리는데 안팎으로 호흡되는 공기뿐만 아니라 형태(루파), 마음(치타), 그리고 정신적 기능(카이타)은 궁극적으로 네가지 큰 요소들로 구성되는 것을 말이다. 그는 그렇게 모든 오온을 분석한다. 다음엔 “돌아서기”(비바르타)가 오는데 그것은 관찰의 대상을 안팎으로 호흡되는 공기로부터 순수함의 “모든 뿌리”(쿠살라물라)로 그리고 궁극적으로 “최고의 지상 다르마"로 바꾸는 것으로 구성된다. 마지막 단계는 "정화"(파리수디)라고 불리고 그것은 "도의 실현"이라는 단계에 들어가는 것을 말하는데, 그것은 아비달마 경전에서 “개울 입구”(소타판나)의 단계를 뜻하는데 그것은 일곱 번의 생을 살기 전에 그 수행 완료자adept를 열반으로 반드시 이끌 것이다.

### 근대의 자료들
전통적인 아나빠나사티는 콧구멍 안팎으로 드나드는 공기에 집중함으로써 들이쉼과 내쉼을 관찰하도록 가르치지만, 미얀마의 위빠사나 운동의 지지자들은 대신에 호흡의 행위 중에 배의 운동에 집중하는 것을 추천한다. 다른 불교 학파들도 또한 대안적인 중점으로 그것을 가르친다.
존 던에 따르면, 수행이 성공하기 위해서, 그 사람은 그 수행에 모든 역량을 집중해야 하고, 명상 기간의 목표를 설정해야 한다. 필립 카플로에 따르면, 선 수행에서 그 사람은 아나빠나사티를 수행할지를 결정할 수도 있는데 앉거나 서거나 눕거나 걸으면서 할지, 혹은 앉고, 서고, 눕고, 걷는 명상을 돌아가면서 할지를 말이다. 다음에 그 사람은 자신의 코를 통해서 이동하는 호흡에 집중할지도 모른다: 매번의 들숨에서의 콧구멍 안의 압력, 그리고 매번의 날숨에서의 윗입술을 따라서 이동하는 호흡의 느낌. 다른 시기에 수행자들은 단전에서의 호흡에 집중하도록 제안 받는데, 배꼽 조금 아래와 몸의 피부 아래의 지점 말이다. 수행자들은 선택할 수도 있는데  “일, 이, 삼,...” 그렇게 계속, 열까지 매번 들숨을 세는 것을, 그리고 다음에 다시 일부터 시작하는 것을 말이다. 대신에 사람들은 때로 또한 날숨을 센다: “일, 이, 삼,...”, 들숨과 날숨 모두에 말이다. 세기를 놓쳤다면 그때 그 사람은 처음부터 다시 시작해야 한다.
‘선의 세 기둥’에서 추천된 수행의 유형은 한 사람이 한동안 들숨에 “일, 이, 삼,...”을 세는 것, 다음에 날숨에 세는 것으로 순차적으로 바꾸는 것, 다음에 마지막으로, 일단 그 사람이 세기의 기억을 유지하는데 더 지속적인 성공을 가진다면, 세지 않고 호흡에 집중하기 시작하는 것이다. 수행자들이 있는데 또한 모든 그들의 삶에서 호흡을 세는 사람들 말이다. 초급 학생들은 자주 충고 받는데 하루에 약 10 혹은 15분의 짧은 일일 수행을 지속하도록 말이다. 또한, 일정한 종류의 교사나 안내자가 자주 필수적이라고 여겨지는데 도움을 위해서, 불교 수행에서 뿐만 아니라, 승가, 즉 불교인의 공동체에서 말이다.
한 사람이 호흡을 놓쳤을 때, 초급과 중급 수행자 모두에게서, 생각이나 다른 어떤 것에 의해서 나타날 때, 그때 그 사람은 단순히 그 사람의 주의를 호흡으로 다시 되돌린다. 필립 골딘은  중요한 “학습”은 일어난다고 말해왔는데 수행자들이 집중의 대상인, 호흡에 그들의 주의를 다시 돌리는 순간에 말이다.

### 능동적 호흡, 수동적 호흡
아나빠나사티는 집중력이 호흡에 모여지면서 가장 흔하게 수련되는데, 호흡을 바꾸려는 어떠한 노력도 없이 말이다.
티벳과 몽골의 불교 승려들 사이에서 흔한 목 염불하기에서, 염불하는 동안의 길고 느린 날숨이 수행의 핵심이다. 염불의 소리는 또한 한 가지의 집중(삼매)으로 마음을 모으는 역할을 하는데, 의식이 단일한 소리의 영역 안으로 흡수되면서 자기라는 감각이 소멸하는 동안에 말이다.
몇몇 일본 선 명상에서, 강조는 "복부에의 힘"(중국어: 단티언; 일본어: 탄덴)을 그리고 긴 날숨 중에 느리고 깊은 호흡을 유지하는데 두어지는데, 한 가지에의 집중이라는 마음 상태에의 도달을 다시 돕기 위해서 말이다. 또한 "대나무 법"이 있는데, 그 시간 동안에 간격이 두어진 박자로 한 사람이 들이쉬고 내쉬는데, 대나무의 줄기를 따라서 그 사람의 손을 움직일 때 말이다.
조식법調息法, 즉 요가의 호흡 조절은, 전통적이고 현대적인 형태의 요가에서 매우 대중적이다.

### 과학적으로 증명된 효과들
한 사람의 주의력에 집중하는 수행은 시간에 걸쳐서 그 능력을 향상시키는 방식들로 뇌를 바꾼다; 뇌는 명상을 하면서 성장한다. 명상은 정신 수행으로 생각될 수 있는데, 자전거를 타거나 피아노를 치는 것을 배우는 것과 비슷하게 말이다.
집중된 주의력 명상(그것 중에 아나빠나사티가 한 종류이다)에서 수련된 수행자들은 20분의 스투룹 시험에서 습관적인 반응에서의 감소를 보였는데, 그것은, 리차드 데이빗슨과 동료들에 의해 제안되었듯이, 감정적으로 수동적이고 자동적인 반응 행동의 감소를 설명할 수도 있다. 다음의 사실은 과학적으로 증명되어왔는데 아나빠나사티가 뇌에서의 연결성을 향상시킨다는 것이다.

## 상좌부 전통에서

### 아비달마
아비달마 경전은 아나빠나사티의 열여섯 단계들– 혹은 묵상들–을 구분한다. 이것들은 네 개의 사중체tetrad(즉, 넷의 네 묶음)로 나누어진다. 네 단계의 첫번째는 호흡에 마음을 집중하는 것과 관련되는데, 그것은 ‘몸-수련’(팔리어: 카야-상카라)이다. 두번째 사중체는 감정(베다나)에의 집중과 관련되는데, 그것은 ‘마음-수련’(치타-상카라)이다. 세번째 사중체는 마음 그 자체(치타)에의 집중과 관련되고, 네번째는 ‘정신적 소양’(다르마)에 [있다]. (정념과 사념처와 비교하라.)
어떤 아나빠나사티 명상 단위도 처음부터 시작해서, 순서대로 단계들을 거쳐서 진행해야 하는데, 수행자가 지난 번에 모든 단계들을 거쳤든 아니든 말이다.

### 현대적 해석들
상좌부 불교의 많은 스승들에 따르면, 오직 아나빠나사티만이 이어질 것인데 모든 한 사람의 나쁜 것들(번뇌)의 소멸로 그리고 결국 깨달음으로 말이다. 로저 비숍에 따르면, 웨부 사야도 스님[Venerable]은 아나빠나사티에 대해 말했다: “이것은 열반로 가는 지름길이고, 누구나 그것을 사용할 수 있다. 그것은 시험할 필요가 없고 기록에 남은대로 부처의 가르침과 일치한다. 그것은 열반에의 직접적인 길이다.”
아나빠나사티는 또한 수련될 수 있는데 사념처와 자비 감정(메타 바바나)를 포함하는 다른 전통적 명상 주제들을 가지고서인데, 현대적 상좌부 불교에서 행해지듯이 말이다.

## 중국의 전통에서
2세기에, 불교 승려 안 세고는 북서 인도에서 중국으로 왔고 불교 경전들의 중국어로의 첫 번역자들 중 한 사람이 되었다. 148과 170기독기년(Christian Era) 사이에 아나빠나스므르티 경전의 하나의 판을 그는 번역했다. 옛날에 사라졌었던 것으로 믿어졌지만, 초기 번역본이 일본 오사카 아마노산 콘고-사에서 재발견되었는데, 1999년에 토시노리 오치아이 교수에 의해서 말이다. 그것의 해설본은, 한편, 증일아함경增壹阿含經에 있는 것보다 훨씬 더 긴 분량이고, “아나빠나스므르티 대 경전”(중국어. 대안반수의경)(다이쇼 신수 대장경 602)이라고, 명명된다.
시간이 지나서, 부다싱가는, 불도징(231–349기독기년)으로 더 일반적으로 알려진 그는, 310년에 중앙아시아에서 중국으로 왔고 불교를 널리 전파했다. 그는 많은 영적인 힘들을 나타내왔다고 전해지고, 중국의 이 지역에 있는 군벌들을 불교로 개종시킬 수 있었다. 그는 가르치는 것으로 잘 알려져있는데 명상법들을, 그리고 특히 아나빠나스므르티를 말이다. 불도징은 아나빠나스므르티를 널리 가르쳤는데 호흡하기에 맞추기 위해서, 호흡들을 세는, 동시에 평화로운 명상에의 집중의 상태로 마음을 모으는 방식들을 통해서 말이다. 명상법들 뿐만 아니라 교리도 가르치는 것에 의해서, 불도징은 불교를 빠르게 대중화했다. 난 화이진南懷瑾에 따르면, “비움과 존재에 대한 모든 그것의 이론적 견해들 말고도, 불교는 또한 방식들을 제시했는데 영적인 힘들의 진정한 실현을 그리고 도움 받을 수 있었던 명상의 집중을 위한 방식 말이다. 이것은 불교가 불도징과 함께 중국에서 매우 활발하게 발달하기 시작했던 이유이다.” 쿠마라지바, 다르마난디, 고타마 상가데바, 그리고 부다바드라佛陀跋陀羅 같은 더 많은 승려들이 동양으로 옴에 따라서, 명상 서적들에 대한 번역본들도 그랬는데, 그것들은 인도에서 사용되고 있었던 아나빠나스므르티의 다양한 방식들을 자주 가르쳤다. 이것들은 통합되었는데 다양한 불교 전통들로뿐만 아니라, 도교 같은 비불교 전통들로도 말이다.
6세기에, 천태종이 만들어졌는데, 일승(산스크리트 어: 에카야나), 성불의 수레를 핵심 교리로, 그리고 사마타-비빠샤야나의 세가지 형태들을 비움의, 임시적 존재의, 그리고 방편의 명상적 관점들과 관련된 그것들을, 깨달음을 얻는 방법으로 가르치면서 말이다. 천태종은 아나빠나스므르티에 강조를 하는데 사마타와 비빠샤야나의 원리에 맞추어 말이다. 중국에서, 명상에 대한 천태종의 이해는 모든 것 중에 가장 많이 체계적이고 종합적이라는 평판을 가져왔다. 천태종의 창시자, 지의 대사는, 명상에 대한 많은 논평들과 참고서들을 썼다. 이 책들 중에, 지의의 사마타-비빠샤야나 요약본Concise(중국어: 소지관; 한어병음: 샤오 주관), 그의 마하사마타 비빠샤야나(마하지관; 모헤 주관), 그리고 그의 육묘법문(리우 미아오 파멘)은 중국에서 가장 널리 읽힌다. 진의는 네가지의 주요 범주들로 호흡을 분류한다: 몰아쉬기(천), 느린 호흡(풍), 깊고 조용한 호흡(기), 그리고 고요함 혹은 휴식(식). 지의는 주장하는데 처음의 세 종류의 호흡은 올바르지 않은 반면에, 네번째는 올바르다고, 그리고 호흡은 고요함과 휴식에 도달해야 한다고 말이다. 쉬안 화 스님은, 선종과 정토종 불교를 가르쳤던 그는, 또한 바깥 호흡은 올바른 명상에서 고요함의 상태에 이른다고 가르쳤다.
- 충분한 기술을 가진 수행자는 바깥으로 호흡하지 않는다. 그 바깥 호흡은 멈추었지만, 내부 호흡은 작동한다. 내부 호흡으로 코나 입을 통해 어떤 들이쉼도 없지만, 몸의 모든 구명들이 호흡하고 있다. 내부로 호흡하고 있는 사람은 죽은 것처럼 보이지만, 실제로는 그는 죽지 않았다. 그는 바깥으로 호흡하지 않지만, 내부 호흡은 되살아났다.

## 인도-티벳 전통에서
티벳 불교 계보에서, 아나빠나스므르티는 마음을 정화하기 위해서 행해지는데 다양한 다른 수행들을 위해서 그 사람을 준비시키기 위해서 말이다. 가장 명성있는 마하야나 철학자들 중 두명인, 아상가와 바수반두는, 유가사지론과 아비달마구사론의 스라바카부미 부분들, 각각에서, 위빠사나로 가는 심오한 수행으로 아나빠나스므르티를 그들이 간주한다는 것을 분명히 한다(숫타 피타카에서 부처의 가르침에 따라서). 하지만, 학자 레아 잘러가 설명해왔듯이, “바수반두의 혹은 아상가의 호흡 명상에 대한 설명presentation과 관련된 수행 전통들은 아마도 티벳으로 전해지지 않았었다.” 네가지의 스므리튜파스타나스와 16단계의 아나빠나스므르티를 아상가는 관련시키는데 아나빠나스므르티 경전이 하는 같은 방식으로인데, 하지만 그가 이것을 명확히 하지 않기 때문에 그 점은 이후의 티벳의 주석가들commentators에서 사라졌다. 
결과적으로, 가장 큰 티벳의 계보인, 겔룩파는, 아나빠나스므르티를 단순한 준비 과정으로 보게 되었는데 마음을 진정시키는 것에만 유용한 과정 말이다. 잘러는 쓴다:
- 법장 경전Treasury 자체에 의해 – 그리고 또한 아상가의 ‘성문聲聞의 지地’에 의해 – 제안된 수행 전통은 호흡에 대한 알아차림이 오온과 같은 주제들에 대한 귀납적 추론을 위한 기초가 되는 것이다; 그런 귀납적 추론의 결과로, 명상자는 준비, 관찰, 그리고 명상하기라는 성문의 통로를 통해 나아간다. 다음은 적어도 가능하다고 보이는데 그것은 바수반두와 아상가 둘모두가 현대의 테라바다 통찰 명상과 비슷하지만 다른, 그런 방식에 대한 그들 각각의 판version들을 나타냈다는 것이고, 겔룩파 학자들은 수행 전통의 부재로 그것을 재구성할 수 없었다는 것인데 관찰에 토대한 이 유형의 귀납적 명상 추론 그리고 겔룩파들이 많이 쓰는, 결과(탈 규르, 프라사앙가)를 혹은 삼단논법(스뱌 바, 프라요가)을 사용하는 유형들의 명상 추론 사이의 큰 차이 때문에 말이다. 즉, 비록 겔룩파 학자들이 바수반두의 그리고 아상가의 책들에서 설정된 호흡 명상의 체계들에 대한 자세한 해석들을 제공하지만, 그런 책들에서 설정된 호흡 명상의 상위 단계들을 그들이 완전히 설명하지 못 할지 모른다. . .

## 같이 보기
- 요가 - 길게 들이쉬며 다섯을 센다. 숨을 참으며 다섯을 센다. 길게 내쉬면서 다섯을 센다. 숨을 멈춘다고 하여 지식법이라고 한다.
- 단전호흡 - 길게 들이쉬며 다섯을 센다. 길게 내쉬면서 다섯을 센다. 연정원에서는 1분간 내쉬고, 1분간 들이쉬라고 권고한다. 조식법이라고 한다.
- 요가불교
- 사티 (불교)